# تكلفة البحث
تكلفة البحث (بالإنجليزية: Search cost)‏ هي جزء من تكاليف المعاملات أو تكاليف التحويل [الإنجليزية]، وتشمل جميع التكاليف المرتبطة بنشاط البحث الذي يقوم به البائع والمشتري المحتمل في السوق. كون أن المستهلكين العقلانيين مستمرين في البحث عن منتج أو خدمة أفضل حتى تتجازة تكلفة البحث الحدية المنفعة الحدية. نظرية البحث [الإنجليزية] هي فرع من فروع الاقتصاد الجزئي يدرس قرارات هذا النوع.
تنقسم تكاليف البحث إلى تكاليف خارجية وداخلية. تشمل التكاليف الخارجية تكاليف الحصول على المعلومات وتكلفة الفرصة البديلة للوقت المستغرق في البحث. التكاليف الخارجية ليست تحت سيطرة المستهلك، وكل ما يمكنه فعله هو اختيار ما إذا كان سيتحملها أم لا. أما التكاليف الداخلية فتتضمن الجهد الذهني المبذول في البحث، وفرز المعلومات الواردة، ودمجها مع ما يعرفه المستهلك بالفعل. وتحدد التكاليف الداخلية قدرة المستهلك على القيام بالبحث، ويعتمد ذلك بدوره على الذكاء والمعرفة السابقة والتعليم والتدريب. وتشكل هذه التكاليف الداخلية الخلفية لدراسة العقلانية المحدودة.
هناك قيمة مثلى لتكلفة البحث، حيث يؤدي كم معتدل من المعلومات إلى زيادة احتمالية الشراء. قد يؤدي تزويد المستهلكين بكميات كبيرة من المعلومات إلى آثار سلبية، حيث يمكن أن يؤدي ذلك إلى إرباك المستهلك، وعدم القدرة على اتخاذ قرار الشراء. ومن ناحية أخرى، قد لا تكون الكميات القليلة من المعلومات كافية لدعم قرارات الشراء لدى المستهلكين.
بحث غير متناسق
عندما يلتزم المستهلكون بالشراء من التاجر ذو التكلفة الأقل بعد الحصول على عينة عشوائية من l (>1) تكلفة، يختار العميل الذي يتحمل تكلفة البحث لكل سعر عدد المتاجر التي يرغب في الاستفسار منها لتقليل التكلفة الإجمالية المتوقعة أو مجموع التكاليف الإجمالية للبحث والسعر المتوقع للمنتج.
البحث المتسلسل
على عكس البحث غير المتتابع، يختار المشتريون المتتابعون شراء المنتج بأقل سعر وجد حتى الآن أو القيام ببحث آخر واحد تلو الآخر. تربط قيمة الاختيار بالنظر في السعر مرة أخرى، ويتعلق مشكل البحث المثلى بمسألة "التوقف المثلى".

## نماذج تكلفة البحث
توجد العديد من نماذج تكلفة البحث لتصور عملية المستهلكين الذين يبحثون عن سلع وخدمات بديلة.

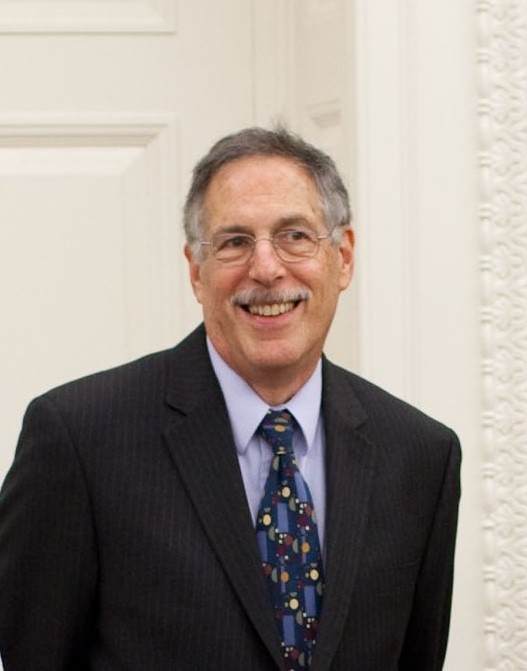
بيتر دايموند: اقتصاديات سياسية ورفاهية وسلوكية. ولد في 29 أبريل 1940 في مدينة نيويورك.

### نموذج البحث الأساسي عن الأسعار
يعمل نموذج تكلفة البحث الأساسي كأساس للنماذج اللاحقة. يوضح نموذج بيتر دايموند لتعديل الأسعار أن احتكاكات البحث الصغيرة لها دور مهم في هيكل السوق، وقدرة الشركة على الانحراف عن منافسة برتراند.
اقتراح النموذج:
توازن ناش الفريد هو:{\displaystyle p_{1}^{*}=p_{2}^{*}=...=p_{n}^{*}=p^{m}}، حيث، s = تكلفة الحصول على السعر بالتسعير مع{\displaystyle 0<s<CS(p^{m})}، CS = فائض المستهلك وp = السعر.
يشير النموذج إلى أن احتكاكات البحث يمكن أن يؤدي إلى تحول سعر السوق التنافسي تمامًا إلى سعر الاحتكار. ومع ذلك، فإن نموذج دايموند الأصلي بدائي ويتجاهل بعض الملاحظات التجريبية:
1. يبحث الوكلاء في الاقتصاد مرة واحدة فقط، في حين أن هناك بحثًا مستمرًا عن السلع والخدمات.[7]
2. قلة من المستهلكين يبحثون في حالة توازن، وهو ما يتعارض مع الملاحظة التجريبية.[4]
3. يستخدم النموذج بديلاً عن "قانون السعر الواحد". ويستخدم سعر الاحتكار على عكس التكلفة الحدية، مع عدم مراعاة تذبذب الأسعار في حالة التوازن.[4]

### نموذج بحث غير متجانس
باستخدام نموذج دايموند كقاعدة، يجري الآن التمييز في نموذج البحث غير المتجانس. هناك اختلافات محتملة بين المستهلكين فيما يتعلق بتكاليف البحث المتوافقة مع ملاحظات السوق (يمكن أن تكون تكاليف البحث 0 وسلبية). في عام 1989، وسع إنجمار ستال [الإنجليزية] على نموذج دايموند. النموذج لديه نفس الافتراضات مثل نموذج دايموند مع إضافات "المتسوقين" (μ) الذين لديهم مجموعة من تكاليف البحث ({\displaystyle -ve:+ve} ).
يعالج نموذج ستال المشكلات الثلاثة الموجودة في نموذج بحث الأسعار الأساسي لدايموند. أولاً، يفترض هذا النموذج أن تكاليف البحث تتغير مع تغير تكاليف بحث "المتسوقين". ثانيًا، يُفترض الآن أن تتم جميع عمليات البحث في حالة توازن مع صفات مختلفة من عمليات البحث التي يجريها مستهلكون مختلفون (يشير إلى الجزء المتغير من "المتسوق" وتكاليف البحث المتغيرة، حيث يبحث المستهلكون في أوقات مختلفة). أخيرًا، يحقق النموذج تشتتًا في الأسعار، وهو ما يتوافق مع ملاحظات السوق التجريبية.
نموذج تشويش الإشارة
نموذج إعاقة الإشارة هو طريقة أخرى يمكن من خلالها أن تؤثر الالتباسات على بحث المستهلك. على الرغم من أن تكاليف البحث هي خطية، فإن السماح للعامل الخارجي في تكاليف بحث العملاء بأن يكون غير معروف يجعل الالتباس جديرًا بالاهتمام بشكل فردي للشركات. ويعتمد هذا الأسلوب على فرضية بسيطة وهي أنه إذا كانت تكلفة الوقت للبحث غير معروفة في البداية، فإن المستهلكين يعرفون عن التسعير من خلال لقاءاتهم الشرائية الأولية، وبالتالي يعزز الالتباس توقعات المستهلكين بشأن تكاليف البحث المستقبلية. يبدو أن هذا الأسلوب جدير بالاهتمام لمجموعة واسعة من التطبيقات.
على سبيل المثال، يبدو من المرجح أن يتوقع المستهلكون أن الحصول على عرض ثانٍ سيستغرق كمية مماثلة من الوقت إذا قضى مقاول تحسين المنزل وقتًا طويلاً في التحضير وتقديم عرضه، وقضى وقتًا طويلاً مع العميل في مناقشة تفاصيل العمل. على الرغم من أن الالتباس يعد منطقيًا بشكل فريد في هذا النموذج، إلا أن آلية هذا النموذج تختلف، مما يؤثر على النتائج بطرق مختلفة. ومن بين هذه المشاكل مشكلة الالتباس الزائد الذي يقلل من كليهما.

## أمثلة على تكاليف البحث

### نقص الوقود
في أوائل وأواخر السبعينيات من القرن الماضي، أوقفت منظمة الدول العربية المصدرة للبترول (أوابك) جميع صادراتها إلى الولايات المتحدة وجنوب إفريقيا والبرتغال وهولندا بسبب دعمها لإسرائيل في حرب أكتوبر. وقبل فرض العقوبات، كانت الولايات المتحدة تتلقى في المتوسط ثلثي نفطها من دول منظمة أوابك. تسبب هذا في نقص كبير في الوقود. وبدأ سائقو السيارات وأصحاب الأعمال في قضاء المزيد والمزيد من الوقت في البحث عن محطات خدمة بها وقود في المخزون. بمجرد العثور على محطة، كان على سائقي السيارات الانتظار في طوابير، وأحيانًا تصل إلى خمسة أميال، من أجل ملء وقود سياراتهم.
في بعض المناطق طُبقت نسبة فردي وزوجي [الإنجليزية] وهذا يعني أنه في الأيام الفردية، يُسمح فقط للمركبات التي تحتوي على أرقام فردية مثل الرقم الأخير على لوحة الأرقام الخاصة بها بشراء الوقود والعكس صحيح للأرقام الزوجية. تسمى الأنشطة مثل البحث عن الوقود (المنتج) بمرور الوقت بسلوك البحث عبر الزمن وغالبًا ما ترتبط سلوك البحث عبر المقطع. ويُعد سائقو السيارات الذين يقارنون أسعار الوقود في محطات خدمة مختلفة في وقت معين مثالاً على سلوك البحث عبر المقطع. تؤدي سلوكيات البحث هذه إلى تكلفة بحث على المستهلك من خلال تناقص المنفعة المكتسبة في الوقت الضائع. خلال مراحل نقص الوقود، مثل تلك المذكورة أعلاه، هناك زيادة عامة في سلوكيات البحث هذه وبالتالي زيادة في تكاليف البحث. تؤدي زيادة تكاليف البحث إلى تقليل مرونة الطلب السعرية وبالتالي يزيد الموردون الأسعار.

### أسواق العمل
تُعد أنشطة البحث عن عمل مثل العثور على وظائف شاغرة، وجمع المعلومات حول الشركة، وإعداد السيرة الذاتية وخطاب التقديم، والتحضير للمقابلة، والسفر من وإلى مقابلة العمل، أمثلة على الأنشطة التي تتكبد تكلفة بحث من الفرد. وكلما زادت تكلفة البحث هذه، زادت احتمالية خروج العامل من السوق قبل الشروع في البحث عن وظيفة. يتم ذلك عن طريق مزيج من الاحتمال المنخفض للعثور على وظيفة دائمة، حيث يصل إلى 19% في بعض الدراسات / المناطق، ومستوى منخفض من رأس المال الحالي. غالبًا ما تتسبب هذه العوامل أيضًا في توقف الوكلاء عن أنشطة البحث الخاصة بهم بعد عدد من المحاولات الفاشلة، حتى عندما يكون لدى العامل نقود في متناول اليد تغطي تكاليف البحث عدة مرات. للحفاظ على الادخار الذي يتجاوز الحد الأدنى لقيمة الحد الأدنى، يشارك العامل في العمل المؤقت أثناء إجراء البحث. هذا يزيد من معدل دوران الموظفين في هذه الشركات. يمكن معالجة هذه التأثيرات من خلال زيادة الاندماج التكنولوجي للإعلان وإدارة فرص العمل، بالإضافة إلى معلومات العاملين وتوفير وسائل النقل العام المتاحة والميسورة التكلفة.

## تكاليف التكنولوجيا والبحث
مع تزايد شعبية أجهزة الكمبيوتر والأجهزة الإلكترونية الأخرى وتطورها، كان من المتوقع أن يقضي الإنترنت على تكاليف البحث. على سبيل المثال، كان من المتوقع أن تتسبب التجارة الإلكترونية في عدم الوساطة لأن تكاليف البحث أصبحت منخفضة بما يكفي للمستهلكين النهائيين لتحملها مباشرة بدلاً من توظيف تجار التجزئة للقيام بذلك نيابة عنهم.
يؤدي انخفاض تكاليف البحث الهامشية للحصول على معلومات التسعير من الأسواق الإلكترونية من خلال تنفيذ الإنترنت إلى ضغط هبوطي على سعر البضائع. ويتمتع المستهلك أيضًا بالقدرة على إجراء مقارنات بين المنتجات المتجانسة بين البائعين الإلكترونيين المتنافسين، مما يسمح لهم بشراء المنتجات التي تزيد من منفعتهم الاستهلاكية. هذا عامل آخر يساهم في خفض تكاليف بحث المستهلك. انخفضت تكلفة البحث الهامشية للحصول على معلومات عالية الجودة متاحة للمستهلكين بشكل متزامن، مما أدى إلى انخفاض في حساسية السعر. ومع ذلك، يمكن أن يزيد استخدام الإنترنت على الهاتف المحمول من تكلفة البحث. يمكن أن يزيد حجم الشاشة الصغيرة على الهاتف المحمول من تكلفة تصفح المعلومات. على سبيل المثال، فإن الروابط التي تظهر في الجزء العلوي من الشاشة غالباً ما ينقر عليها على الهاتف المحمول. وهذا يعني أن تأثير الترتيب أعلى على الهواتف المحمولة، مما يشير إلى زيادة تكاليف البحث.
أعاقت الأسواق الإلكترونية قدرة التجار الإلكترونيين على تنفيذ تكاليف خفية مثل تكاليف النقل والمناولة لإخفاء الأسعار المدرجة. سوف تتطور أسواق السلع لتظهر خصائص النموذج الكلاسيكي مزاد والراس [الإنجليزية] كنتيجة للأسواق الإلكترونية حيث يتمتع المستهلكون بوصول غير مكلف إلى معلومات تسعير بائعي التجزئة وهم على دراية كاملة. إن توازن السعر التنافسي هو نتيجة للمشترين المطلعين تمامًا كما هو موضح في نموذج السوق الكلاسيكي. في الأسواق الاحتكارية، يُمثّل هذا النقطة التوازنية نقطة توازن بيرتران الخالية من الأرباح. ستترجم تأثيرات هذه الأسواق الإلكترونية إلى أسواق السلع من خلال التحريض على المنافسة السعرية بين تجار التجزئة وتحويل القوة إلى المستهلكين على الرغم من انخفاض القوة السوقية للبائعين.
ومن المثير للاهتمام، أن الدراسات وجدت أن سلوك بحث المستخدم، وبالتالي تكاليف البحث، يختلف اختلافًا كبيرًا اعتمادًا على الجهاز الذي يستخدمه للوصول إلى الأسواق الإلكترونية. مستخدمو أجهزة الكمبيوتر الشخصية (PC) أقل حساسية لترتيب المنتج. يعني ذلك أن المستخدمين يضيفون المزيد من المنتجات إلى مجموعة التقييم الخاصة بهم قبل اتخاذ قرار بشأن منتج معين. وهذا يشير إلى أن الجهد المعرفي الذي يتطلبه معالجة المعلومات، وبالتالي تكاليف البحث، تكون أعلى بكثير عندما يصل المستخدمون إلى الإنترنت عن طريق هواتفهم المحمولة. من المرجح أيضًا أن يختار مستخدمو أجهزة الكمبيوتر منتجًا بعيدًا جغرافيًا عن موقعهم مقارنة بمستخدمي الهاتف المحمول. ترجع هذه الاختلافات بشكل أساسي إلى أحجام الشاشة الأصغر في الهواتف المحمولة وقدرتها على التغلب على قيود الحساسية الجغرافية والوقت لأجهزة الكمبيوتر الشخصي.

## تكاليف التشويش والبحث
يُعد تشويش السعر استراتيجية يطبقها تجار التجزئة على الإنترنت لجني المزيد من الأرباح في الأسواق الإلكترونية ووضع أنفسهم لاستعادة القوة السوقية. تمثل استراتيجيات الالتباس داخل نماذج نظرية البحث الكلاسيكي المستهلكين الذين لا يمتلكون معلومات كاملة بشكل متزامن في سوق تنافسي من خلال زيادة تدريجية في تكاليف البحث، مما يسمح للشركات بتوليد أرباح إضافية. تشمل هذه الاستراتيجيات تطوير منتجات تتطلب عمليات شراء إضافية، أو ما يسمى بالإضافات، التي تحمل زيادات في الأسعار غير معلنة بشكل كبير. كما تنفذ استراتيجية القائد الخاسر [الإنجليزية] من قبل بعض البائعين عبر الإنترنت لتحقيق أرباح إضافية من خلال استخدام مواقع الويب والإعلانات المصممة بشكل متعمد لجذب المستهلكين إلى شراء سلع رخيصة وغير ممتازة ثم الترقية والشراء منتجات متفوقة بأسعار أعلى.
يتأثر العملاء سلباً بالتعتيم بسبب ارتفاع الأسعار و تكاليف مباشرة [الإنجليزية] التي يفرضها عليهم. على الرغم من أن التعتيم مفيد للشركات، إلا أن العرقلة المفرطة لمعلومات التسعير يمكن أن تؤدي إلى انهيار السوق. ومن المثير للاهتمام، أنه حتى الشركات التي لا تخفي أسعارها تستفيد من التعتيم الذي تقوم به الشركات الأخرى في السوق. نظرًا لأنه لا يمكن لأي من المستهلكين مقارنة الأسعار، فإنهم ما زالوا يتصرفون كما لو أن تكاليف البحث المستقبلية ستكون أعلى وبالتالي تستفيد الشركة من الشفافية.
يعاني المستهلكون من الالتباس بطريقتين مختلفتين: ينفقون المزيد من المال في البحث وينتهون بدفع المزيد من الأموال. يجري التعديل في التوازن لمضادة التغيرات في الجانب الخارجي لتكاليف بحث العملاء. وبما أنه يجب على كل عمل أن يختار أقل مقدار من الالتباس يتوافق مع مستوى التوازن لبحث المستهلك، فإن مستويات الالتباس تصبح أكثر تنبؤًا نتيجة لذلك. كما يتيح لنا التحدث عن كيفية ارتباط التسعير والالتباس على مستوى المقطع. على سبيل المثال، مع الالتباس المكلف، لن يخفي الشركات التي لديها أقل الزيادات في الأسعار شيئًا على الإطلاق، في حين تخفي الشركات التي لديها أكبر الزيادات في الأسعار الأكثر. يمكن إنشاء نموذج يتضمن أنماط بحث والتباس متطورة أكثر، حيث يزور بعض الباحثين المكلفين العديد من المتاجر وتكون تكتيكات الالتباس غير متعامدة في السعر، عن طريق دمج تكاليف البحث الانحرافية مع الالتباس المكلف.

## مقالات ذات صلة
- شلل تحليلي
- منافسة مثالية
- تشتت السعر
- كلفة